# Alfonso Fernández de Biedma
Alfonso Fernández de Biedma. Noble castellano del siglo XIV. Fue señor de Mondéjar y Torija, adelantado mayor de Murcia y alguacil mayor de Sevilla.
Fue hijo de Fernando Ruiz de Biedma, señor de Mondéjar, y de la Casa de Biedma en Galicia, y de Marina Pérez, señora de Torija, ambos esposos ayos del infante Felipe de Castilla (1292-1327). Fue hermano de Rui Pérez de Biedma, adelantado mayor de Galicia, y de Álvaro Pérez de Biedma, obispo de Mondoñedo (1326-1343) y de Orense (1343-1350).

## Matrimonio y descendencia
Contrajo matrimonio con María Fernández de Noboa, y fueron padres de:
1. Elvira Alfonso de Biedma, señora de Torija, casada con Alfonso Fernández Coronel, señor de Montalbán, Capilla, Burguillos del Cerro y Bolaños de Campos, y alguacil mayor de Sevilla, sucediendo a su suegro en el cargo.[3]
2. Urraca Alfonso de Biedma, mujer de Rui Gutiérrez de Aguayo, III señor de Galapagares.
3. María Alfonso de Biedma, mujer de Juan González Daza, padres de Fernando González Daza, obispo de Córdoba.